# Xymenopsis corrugata
Xymenopsis corrugata es un molusco gasterópodo marino de la familia de los Muricidae, conocidos como caracoles murex o caracoles de rocas.

## Descripción
Alcanza hasta 30,8 mm de longitud.

## Distribución
Xymenopsis corrugata se puede encontrar en la Tierra del Fuego, en el sur de Chile y Argentina y las Malvinas.